# Liren, Sichuan
Liren (kinesiska: 里仁乡, 里仁) är en socken i Kina. Den ligger i provinsen Sichuan, i den sydvästra delen av landet, omkring 54 kilometer söder om provinshuvudstaden Chengdu. Antalet invånare är 14 475. Befolkningen består av 7 277 kvinnor och 7 198 män. Barn under 15 år utgör 12,0 %, vuxna 15-64 år 75 %, och äldre över 65 år 11,0 %.
Genomsnittlig årsnederbörd är 1 222 millimeter. Den regnigaste månaden är juli, med i genomsnitt 338 mm nederbörd, och den torraste är december, med 9 mm nederbörd.